# Le Palamède

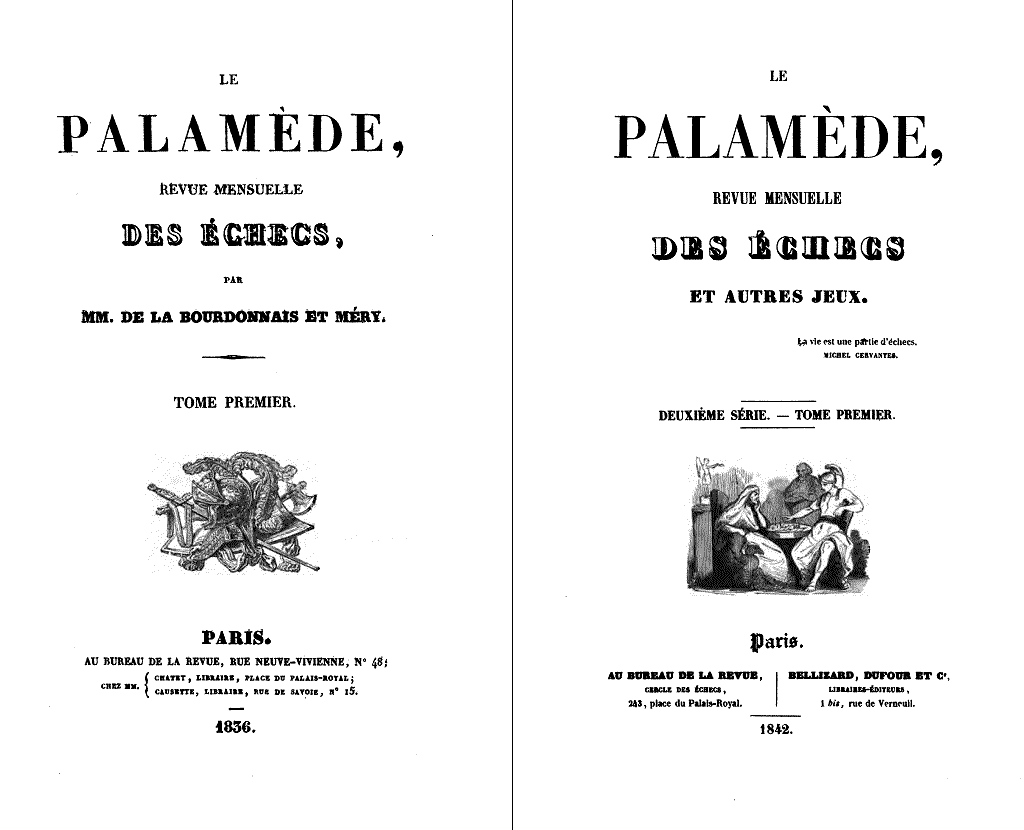
Le Palamède, cobertes de la primera i segona sèries.

'''Le Palamède''' era una revista d'escacs francesa, actualment desapareguda. Fou la primera publicació periòdica dedicada íntegrament als escacs en tot el món. Fou fundada a França el 1836 per Louis-Charles Mahé de la Bourdonnais, que era llavors considerat com al Campió del món d'escacs (no oficial). Fou en aquesta revista que Josef Kling hi publicà, el 1836, una anàlisi que va esdevenir cèlebre: un final de torre i alfil contra torre. La revista va cessar de publicar-se el 1839, però fou represa el desembre de 1841 per Pierre Charles Fournier de Saint-Amant, qui la va continuar editant fins a les darreries de 1847.
Cal no confondre-la amb la també revista d'escacs francesa Le Palamède Français, nascuda a la segona meitat del segle xix, un dels editors de la qual fou en Paul Journoud.

## Números publicats
- 1836 : Le Palamède, revue mensuelle des échecs - Année 1836
- 1837 : Le Palamède, revue mensuelle des échecs - Année 1837
- 1838 : Le Palamède, revue mensuelle des échecs - Année 1838
- 1842 : Le Palamède, revue mensuelle des échecs et autres jeux - Année 1842
- 1843 : Le Palamède, revue mensuelle des échecs et autres jeux - Année 1843
- 1844 : Le Palamède, revue mensuelle des échecs et autres jeux - Année 1844
- 1845 : Le Palamède, revue mensuelle des échecs et autres jeux - Année 1845
- 1846 : Le Palamède, revue mensuelle des échecs et autres jeux - Année 1846
- 1847 : Le Palamède, revue mensuelle des échecs et autres jeux - Année 1847